# Granița Militară Transilvăneană

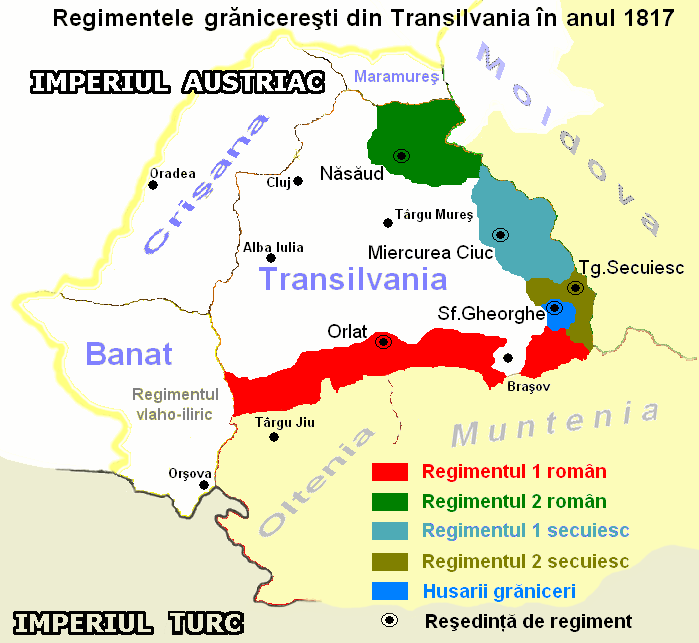

Decretul de înființare a regimentelor grănicerești: „Noi, Maria Theresia...” (în română, cu litere chirilice)

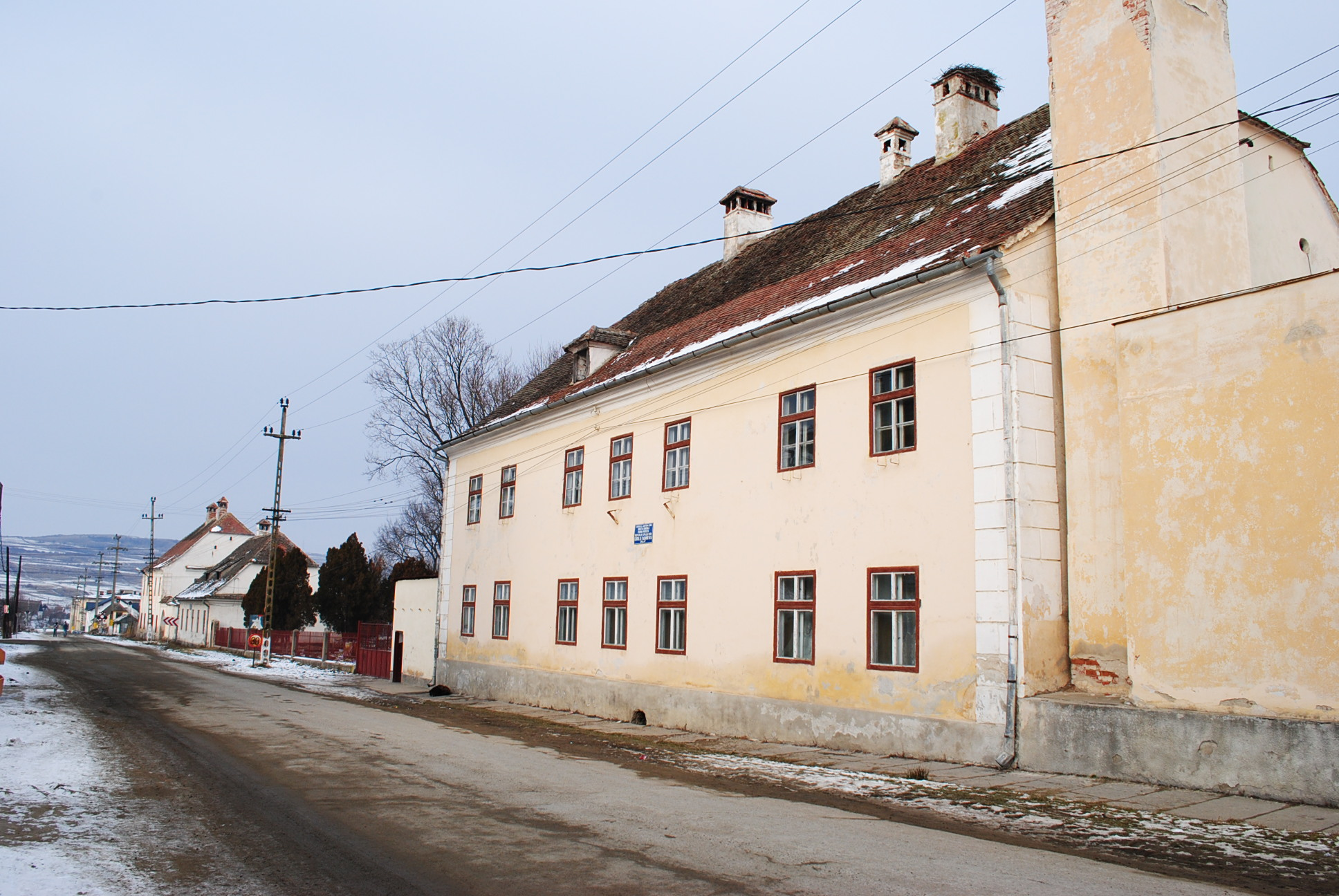
Comandamentul Regimentului I de la Orlat

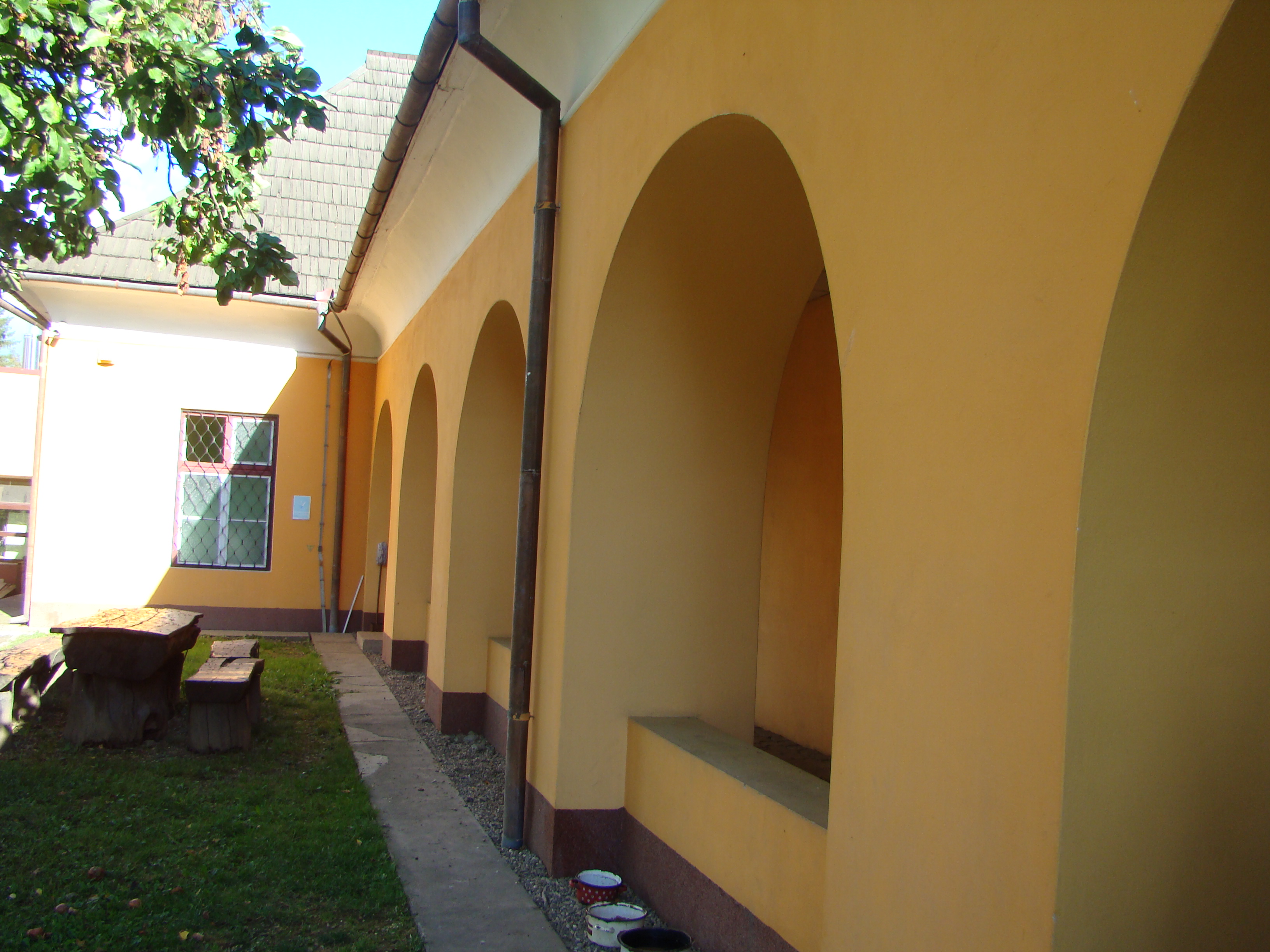
Cazarma Regimentului II de la Năsăud, în prezent Muzeul Grăniceresc Năsăudean

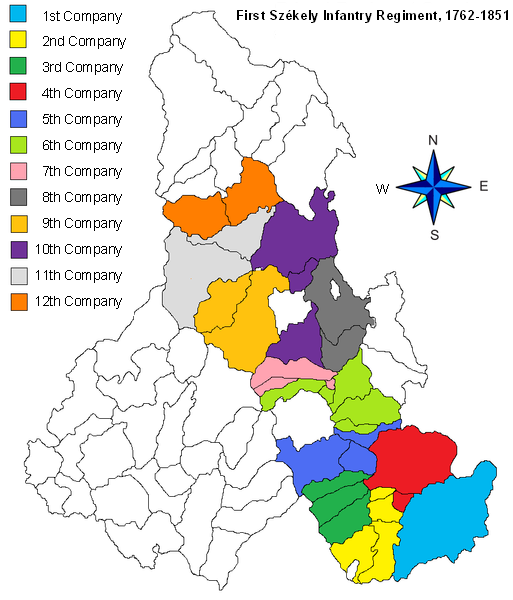
Dispunerea în teren a Primului Regiment Secuiesc de Infanterie (suprapusă pe harta județului Harghita din prezent)

Granița Militară Transilvăneană (în germană Siebenbürgische Militärgrenze) a fost un teritoriu militarizat care a făcut parte din fâșia strategică Militärgrenze (Granița Militară), care în secolul al XVIII-lea se întindea din Voivodina până în Năsăud.

## Înființarea graniței militare transilvănene
După desființarea organizației plăieșilor și a pușcașilor, Curtea de la Viena a hotărât militarizarea regiunilor transilvănene de la granița cu Moldova și Țara Românească, prin înființarea pe aceste teritorii a unor regimente grănicerești formate din rândurile populației locale. Considerentele care au stat la baza acestei hotărâri au fost:
- Dorința Vienei de a-și întări dominația pe plan militar, prin înființarea unor noi unități compuse din soldați bine instruiți și disciplinați, capabili în timp de pace să se susțină din produsele gospodăriei proprii, ceea ce echivala cu economii însemnate la visteria împărătească, iar în timp de război să poată fi folosite ca forță combatantă.

- Această hotărâre urma să pună capăt vechiului sistem de recrutare forțată, prin prinderea cu arcanul, cu câinii, prin tragerea la sorți etc., sistem care genera mai întotdeauna fuga recruților în păduri sau emigrarea lor peste munți.
- Întărirea pazei granițelor, atât pentru stăvilirea deselor emigrări cunoscute în istoriografie și sub denumirea de "morbus transilvanicus"[1], proces care ducea implicit la scăderea populației și la diminuarea veniturilor statului, cât și întărirea cordonului sanitar împotriva "molimelor răsăritului", care decimau în mod frecvent populația țării.
- Consolidarea unirii cu Biserica Romei și zdruncinarea din temelii a mișcărilor religioase conduse de călugării Visarion Sarai și Sofronie de la Cioara.[2]
- Oportunitatea statului de a avea trupe credincioase care să poată fi folosite împotriva nobilimii.
- Folosirea regimentelor grănicerești ca instrument de represiune împotriva mișcărilor populare interne.
- Combaterea contrabandei.

Înființarea celor 7 regimente grănicerești din Transilvania:
- 5 de infanterie: două românești și trei secuiești,
- Un regiment de cavalerie românesc de dragoni,
- Un regiment de cavalerie secuiesc de husari,

a fost încredințată la data de 5 iulie 1761 generalului de cavalerie baron Adolf Nikolaus von Buccow, numit în acest sens atât în funcția de comandant general al trupelor împărătești transilvănene, cât și guvernator al țării. În misiunea sa, Buccow a fost ajutat de un corp de generali și ofițeri de stat major precum și de către Samuel Brukenthal, viitorul guvernator al Transilvaniei.
Proiectul de înființare a "Miliției Naționale Grănicerești", încheiat la data de 13 octombrie 1761, a fost aprobat la data de 16 aprilie 1762 de către împărăteasa Maria Terezia cu toată împotrivirea nobilimii și a aristocrației cărora, această măsură urma să îi lipsească de mii de iobagi, fără a lua în considerare teama față de urmările înarmării românilor.
Dorința iobăgimii de emancipare a determinat inițial un mare aflux spre punctele de recrutare. Pe parcursul anului 1763 au avut loc mai multe incidente legate de organizarea regimentelor grănicerești. În data de 10 mai 1763, cu ocazia consacrării drapelelor de luptă de la Salva, un bătrân dezertor a stârnit o revoltă împotriva recrutărilor, revoltă căreia i-a dat o turnură religioasă. Conducătorii mișcării, Tănase Tudoran împreună cu trei coautori, au fost prinși, judecați și condamnați la moarte. Executarea pedepsei a avut loc în data de 13 noiembrie 1764. Pe parcursul anului și unii secui s-au opus înrolărilor, iar revolta lor a culminat în Masacrul de la Siculeni.
În anul 1764, după constituirea Regimentului II de graniță românesc, cu sediul la Năsăud precum și a celor secuiești, s-a trecut la înființarea Regimentului I de graniță cu sediul la Orlat, căruia i s-a încredințat misiunea de a păzi granița dinspre Țara Românească, începând de la Porțile de Fier și până la Tohan, în preajma Brașovului. Operațiunea a durat până în anul 1766 și a fost condusă de generalul Josip Šišković, ajutat de contele Lazar și cancelarul Nicolae Bethlen, deoarece Buccow murise.
Prin patentă împărătească, întreg teritoriul supus militarizării a fost declarat liber, viitorii grăniceri urmând a fi scoși starea de iobăgie și scutiți de toate taxele, excepție făcând "taxa capului"(capitația), "taxa marhelor"(vitelor), de un așa zis impozit comercial și unul pe case, stabilit în funcție de sursele de venit ale grănicerului respectiv. Și în acest caz, grănicerii urmau să plătească totuși 2/3 din valoarea acestora, comparativ cu ceilalți locuitori ai țării. Ca urmare grănicerii prestau serviciul militar obligatoriu începând de la vârsta de 16 ani și până la 64 de ani, cu hainele și "merindele" (hrana) lor, acestea fiind suportate de stat numai pe timp de campanie. Pentru perioadele de pace se prevedea ca doar 1/7 din efectivul activ să fie în serviciu.
Grănicerii urmau a fi împroprietăriți proporțional cu numărul membrilor din familie, cu sesii grănicerești în suprafață de cel puțin 15 jugăre (ca. 8,63 hectare), care se puteau moșteni însă numai pe linie bărbătească. Ei erau scutiți de prestații și sarcini publice precum și de încartiruiri, fiii lor putând urma în mod gratuit cursurile școlilor grănicerești de orice fel, inclusiv institutele superioare de învățământ militar pentru a deveni ofițeri.

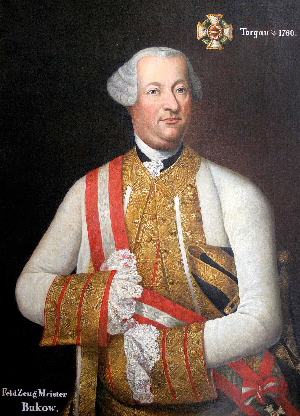
Adolf Nikolaus von Buccow

Instrucția militară urma să se facă în toate zilele de duminică și de sărbătoare, după terminarea serviciului divin, precum și în trei zile lucrătoare pe an la reședința de companie. Din când în când, instrucția trebuia să se facă și în cadrul diviziei sau batalionului iar la trei, patru ani, în cadrul regimentului. Pe timpul concentrărilor se plătea o soldă de doi florini lunar, iar grănicerii care reușeau să-i prindă pe fugari și să-i aducă la locurile de unde au fugit, puteau primi câte un galben pentru fiecare din aceștia, la fel și pentru contrabandiști. Armele care erau în 
dotare, atât cele albe cât și cele de foc împreună cu muniția, erau puse la dispoziție de către stat, grănicerii fiind obligați să le păstreze și să le întrețină în bună stare pe cheltuiala lor.
Paza graniței se făcea atât în puncte fixe, numite "cordoane" (pichete), cât și prin patrulare, un schimb durând două săptămâni, serviciul fiind remunerat cu câte patru cruceri pe zi. Din această soldă, după înființarea așa zisului "Fond de montură" în 1771, grănicerilor li se rețineau câte 10-15 cruceri pentru uniformă.
Pe timp de pace grănicerii erau obligați să facă pază la "ștabul" (comandament) regimentului, să asigure serviciul poștal, să participe cu brațele și cu carul la repararea și întreținerea cazărmilor și a celorlalte clădiri grănicerești etc.. Când nu erau de serviciu se ocupau de gospodărie, de agricultură și de creșterea vitelor, de cărăușii și comerț etc. Pe timp de război, grănicerii plecau în campanie "cu țocu-n poc" (formă alterată a expresiei germane "mit Sack und Pack"), cu sensul de "cu totul", respectiv cu întregul echipament de război, pe această perioadă familiile celor plecați pe câmpul de luptă fiind scutite de dările obișnuite. Paza graniței rămânea în grija rezerviștilor și a invalizilor, iar economia în cea a femeilor, bătrânilor și copiilor. 
Prevederile de mai sus au fost completate în 12 noiembrie 1766, o dată cu apariția unui nou "Regulament al graniței militare" care cu mici modificări a rămas în vigoare până la data desființării regimentelor grănicerești în 1851. La data apariției sale, "Erstes Walachisches Siebenbürger Granz-Infanterie Regiment", care ulterior a primit numărul 16 corespunzător celorlalte regimente grănicerești ale imperiului, era deja format. Acest Statut, adevărată constituție pentru teritoriul graniței militare, tipărit în limba română, a format temelia instituțiilor militare, social-economice, cultural-religioase, juridice și financiare din această regiune, prevederile fiind obligatorii pentru întreaga populație grănicerească.